# Chang Cheng-Hsien
Chang Cheng-Hsien (張正憲T, 张正宪S, Zhāng ZhèngxiànP; 8 febbraio 1967) è un ex giocatore di baseball taiwanese.

## Palmarès

### Olimpiadi
- Argento a Barcellona 1992.